# Китаевское
Китаевское — село в Новоселицком муниципальном округе Ставропольского края России.

## География
Село расположено на открытом месте на реке Томузловка, в степной зоне.
Расстояние до краевого центра: 110 км.
Расстояние до районного центра: 9 км.

## История

### XIX век
Китаевское официально основано 5 октября 1840 года, по преданию — в 1811 году.
Начало истории села имеет две версии:
- Первая: около 1811 на месте села основал небольшой хутор, выходец из села Новоселицкого Степан Китаев. На месте где ныне находится село, имелся дремучий лес. Вместе со своей женой и десятью сыновьями поселился в шалаше, а затем срубил дом. По примеру семьи Китаевых сюда стали приезжать и другие поселенцы. К 1840 года хутор имел уже около 10 дворов.
- Вторая: на месте села с давних пор жил неизвестно откуда пришедший разбойник Тит. Ко времени основания села Новоселицкого (1780), потомки Тита основали хутора которые стали называться Титовыми. Вскоре к 1840 году название изменилось на село Китаевское.

Хуторяне занимались в основном скотоводством, отчасти хлебопашеством. Первая улица возникла на месте теперешней улицы Ленина в районе хозмага, домов Корягиных и Казминых. Переселенцы из центральной России, страдавшие от безземелья и неурожаев, поселившиеся здесь, на вольной земле, полюбили её. Богатые урожаи привлекали в село людей. В полноводной тогда речке Томузловке водилось много рыбы, в лесах — дичи.
В 1855 году была построена церковь Покрова Пресвятой Богородицы. В то время имелось: 1 хлебный общественный магазин, 4 лавки, 2 водяные мельницы, 1 маслобойня, 2 кузницы, 2 питейных дома. Корреспонденцию село получало из Александровской почтово-телеграфной конторы.
Село разрасталось, и к 1897 году в нём уже было 576 дворов с 643 домами, жителей которых насчитывалось 2894 человека. Благодаря плодородной земли и мягкого климата, сельчане выращивали пшеницу, ячмень, овёс, просо, лён и коноплю. Град не приносил вреда селу, так как выпадал крайне редко и небольшой. Иногда портило урожай нашествие саранчи. В селе имелось 25 плугов, 3 молотилки с конным приводом, 13 веялок, 2 косилки и 2030 деревянных граблей. Существовало две системы обработки земли — залежная и плодопеременная. Количество скота было следующее: 679 лошадей, 4047 голов крупного рогатого скота, 8256 овец и 794 свиней.
Развитых промыслов в селе не было. Женщины занимались изготовлением холста для домашних нужд, иногда ткали ковры из овечьей шерсти. Торговля велась продуктами земледелия и скотом. Из торгово-промысловых заведений имелось: 2 мануфактурных лавки, 2 бакалейно-галантерейных лавки, 8 питейных домов, 12 водяных мельниц, 2 овчинодельных завода, 3 маслобойки.
В селе были богачи которые имели добротные строения, содержали много живности и держали работников-поденщиков. Но в основном народ жил бедно. Ютились в ветхих домишках, крытых камышом и соломой. Клуба не было, молодёжь вечерами собиралась на посиделки и ютилась по переулкам, иногда у кого-нибудь в доме. Имелось два училища — одноклассное и церковно-приходское. Годовой бюджет их составлял 662 рубля, что по тем временам было крайне мало. Оказание медицинской помощи возглавлялось на участкового фельдшера, который жил в соседнем селе Новоселицком, а в Китаевское приезжал лишь иногда. Лекарство бралось в селе Александровском (около 25 километров).
Девушек замуж отдавали, не спрашивая их желания. Жили большими семьями. Землю давали только мужчинам, и только в Щелкане (в 15 километрах к югу от села). Это было крайне неудобно. Большинство бедных жителей её продавали и шли в работники. Много земли принадлежало С. М. Бабкину.

### XX—XXI века
В 1902 году в селе проживало 4750 человек; количество надельной земли составляло 19 720 десятин (из них под посевами — 7734 десятин); количество голов крупного рогатого скота — 5730, овец — 6460:15.
В 1914 году началась Первая мировая война. Мужчины ушли на фронт, село опустело. Начались голод и нищета. Из-за возросших поставок продуктов на фронт ещё более усилилась эксплуатация крестьян. В октябре 1917 в России образовалась советская власть, в том числе и в селе. Полгода менялась в селе по два раза в месяц. В районе села и в самом селе свирепствовали деникинцы, части Шкуро (как и по краю в частности).
В 1918 году на Ставрополье начался процесс коллективизации, не получивший достаточного развития из-за гражданской войны. После окончательного установления советской власти в регионе стали создаваться коммуны и артели, организуемые бывшими красноармейцами. В 1920 году в селе Китаевском была организована первая коммуна, которую назвали «Борец» (существовала до 1930 года, в неё входили 80 человек). В том же году возникла артель «Красная № 2». Затем, в 1924—1925 годах, были созданы ТОЗы «Красный пахарь» (13 семейств), «Золотой колос» и «Батраки». К концу 1920-х годов в селе насчитывалось девять ТОЗов.
По данным 1925 года, в селе Китаевском были 910 дворов и 4125 жителей. Имелись три начальных школы и две избы-читальни:262—263. В 1926 году — 926 дворов, 4188 жителей:253.
В 1931 году был организован колхоз «Красный партизан» (им. Павших красных партизан). В 1932 году его разделили на четыре мелких хозяйства, три из которых в 1950 году объединились в один укрупнённый колхоз им. Сталина. До 1961 года председателем колхоза работала Ирина Николаевна Самсонова, депутат Верховного Совета РСФСР, кавалер ордена Ленина. В ноябре 1961 года колхоз им. Сталина был переименован в колхоз «Россия».
Во время Великой Отечественной войны в армию было призвано более тысячи мужчин, 410 из них не вернулись домой. С августа 1942 года по февраль 1943 года село было временно оккупировано немцами.
1 января 1947 году в Китаевском была открыта изба-читальня. В фонде было около 800 книг, а читателей записано 85 человек. С ноября 1957 по октябрь 1969 занимала одну комнату на втором этаже колхозного Дома культуры. Затем переведена в старое здание школы, откуда с 2010 года переведена в другое помещение.
До 16 марта 2020 года село образовывало упразднённое сельское поселение село Китаевское.

## Население
| 1897  | 1902  | 1903  | 1908  | 1925  | 1926  | 1989  |
| ----- | ----- | ----- | ----- | ----- | ----- | ----- |
| 4027  | ↗4750 | ↗4865 | ↗5157 | ↘4125 | ↗4188 | ↘2454 |
| 2002  | 2010  | 2012  | 2013  | 2014  | 2015  | 2016  |
| ↗2747 | ↗2782 | ↘2753 | ↘2749 | ↘2747 | ↗2762 | ↘2720 |
| 2017  | 2018  | 2019  | 2020  | 2021  |       |       |
| ↗2781 | ↗2830 | ↘2813 | ↗2840 | ↗3026 |       |       |

Национальный состав
По данным переписи 1926 года, из 4188 жителей 3990 — великороссы:253.
По данным переписи 2002 года, в национальной структуре населения преобладали русские (89 %).

## Упразднённое сельское поселение село Китаевское
В 1918 году в Александровском уезде Ставропольской губернии был образован Китаевский сельсовет. Первым председателем стал Т. У. Москаленко.
По сведениям 1925 года, сельсовет состоял из одного населённого пункта — села Китаевского:262. В 1926 году, кроме самого села, в Китаевский сельсовет входили: хутора Горный (93 чел.), Дурина (7 чел.), Руднева и Винникова (2 чел.), Стрелка (91 чел.), Хохлы (61 чел.); артели Имени Ипатова (39 чел.), Красная (23 чел.), Культура (19 чел.). Территорию сельсовета, по данным переписи, населяли преимущественно великороссы. Исключением был хутор Хохлы, в котором также проживали украинцы (14 чел.):253.
В 1931 года на территории сельсовета возник первый колхоз — «Красный партизан» (в нём состояло 85 % всего населения). В 1932 году из колхоза выделились артели «Свободный труд» (хутор Горный), «Рабочий», «Полевод» и «Садовод». Последние три хозяйства в 1950 году объединились в сельхозартель им. Сталина, а в 1955 году к ней присоединился колхоз им. Ворошилова (хутора Горный, Жуковский, Харьковский).
В 1935 сельсовет со всеми населёнными пунктами был передан во вновь образованный Новоселицкий район Северо-Кавказского края. По данным 1939 года, в состав сельсовета входили село Китаевское, хутора Горный, Дырин и Тихоненко-Ткачев. В 1951 году хутор Горный отошёл к Падинскому сельсовету.
На 1 мая 1953 года Китаевский сельсовет объединял село Китаевское, хутор Лесхоз, хутор Малашкин-Кузьмин и посёлок Мельницы № 57. В 1955 году из Падинского сельсовета в Китаевский были переданы хутора Горный, Жуковский и Харьковский.
В 1958 году, в связи с упразднением Новоселицкого района, Китаевский сельсовет вошёл в Александровский район. На 1 марта 1966 года в его составе числились село Китаевское, хутора Горный, Жуковский и Харьковский:7.
В 1972 году Китаевский сельсовет перешёл в подчинение восстановленного Новоселицкого района со всеми населёнными пунктами кроме хутора Харьковского, который был передан Александровскому сельсовету.
На 1 января 1983 года территория сельсовета включала три населённых пункта: Горный, Жуковский и Китаевское:23. В 1986 году хутора Горный и Жуковский вошли во вновь образованный Новомаякский сельсовет.
В соответствии с Указом Президента РСФСР от 22 августа 1991 года и в связи с назначением главы администрации села, полномочия исполкома Китаевского сельсовета были прекращены. Главой сельской администрации стал Николай Максимович Лысенко. В 1993 году Китаевский сельсовет прекратил свое существование.
20 апреля 1997 года в Китаевском состоялись муниципальные выборы. Решением Совета депутатов от 10 июля 1997 года был принят устав муниципального образования села Китаевского Новоселицкого района Ставропольского края.
Законом Ставропольского края от 8 июня 2004 года были определены границы муниципального образования. Оно располагалось в центральной части Новоселицкого района. На востоке граничило с МО села Новоселицкого, на юге и западе — с Александровским муниципальным районом, на севере — с МО села Журавского. Общая протяженность его границ составляла около 153 км.
Законом Ставропольского края от 4 октября 2004 года село Китаевское наделено статусом сельского поселения.
16 марта 2020 года все муниципальные образования Новоселицкого муниципального района были упразднены и включены в Новоселицкий муниципальный округ.

## Инфраструктура
- Дом культуры[41]
- Дом-интернат (пансионат) для престарелых и инвалидов «Родник»[42]

## Образование
- Детский сад № 3 «Тополёк»[43]
- Средняя общеобразовательная школа № 3[44]
- Детский оздоровительно-образовательный (профильный) центр[45]

## Экономика
- Колхоз «Родина»

## Спорт
- Футбольная команда «Родина». Участница Первенства Ставропольского края по футболу[46]

## Памятники
- Памятник В. И. Ленину. 1962 год[47]
- Братская могила советских воинов, погибших при освобождении села от фашистских захватчиков в 1943 году. 1965 год. Парк села.  261711163340005
- Братская могила участников гражданской войны, погибших за власть советов в 1918—1920 годах. 1966 год. Кладбище.  261711163330005
- Памятник землякам-участникам гражданской и Великой Отечественной войн. 1973 год[48]

## Кладбище
Примерно в 1 км к югу от дома № 2 по улице Молодёжной расположено открытое кладбище площадью 67 552 м².